# Roman Śledź
Roman Śledź (* 12. Mai 1948 in Malinówka, Gemeinde Cyców) ist ein polnischer Holzbildhauer.

## Leben
Śledź stammt aus einer Bauernfamilie. Er schloss die Grundschule ab und unterstützte nach dem Tod seines Vaters die Mutter im Haushalt und bei der Betreuung der jüngeren Geschwister.
In den Jahren 1968 bis 1970 arbeitete er bei landwirtschaftlichen Betrieben in Cyców und Lublin.
1968, mit 20 Jahren, unternahm er den ersten Versuch zu schnitzen. Eine Eingebung hatte er erstmals in der Zeitschrift „Gazeta Lubelska“ gefunden, als er einen Artikel über die Bildhauer aus Wola Korybutowa las. Für das Kunstwerk, das er für den ersten Wettbewerb einsandte, erhielt er ein Diplom vom Lubliner Museum (1969). Es folgten weitere Preise und Belobigungen.
Der erste Sammler, der mit Roman Śledź in Kontakt trat, war Ludwig Zimmerer, ein deutscher Journalist und Korrespondent aus westdeutschen Medien in Polen. Kurz danach, dank der Referenz von Prof. Aleksander Jackowski vom PAN Institut, im Jahr 1978 veranstaltete der Verein „Cepelia“ für den Künstler in Warschau eine individuelle Ausstellung. Weitere Ausstellungen von Roman Śledź waren wie folgt
Polen: Budlewo (Polen) (2005), Warschau (2006/2018), Białystok (2007), Chełm (2013/2018)
Schweiz: Bern (1980)
Deutschland: Frankfurt am Main (1981 und 1987), Sande-Cäcilliengroden (1991/1994/2018), Oldenburg (2014), Bad Pyrmont (2015), Wilhelmshaven (2016), Telgte (2018), Osnabrück (2019), Nordenham (2018), Friedersdorf/Görlitz (2018)
Seine Kunstwerke wurden auch auf zahlreichen Gruppenausstellungen in den Vereinigten Staaten, den Niederlanden und Italien präsentiert.
In den USA Santa Fe in der Galerie Gereg befindet sich seit 1994 eine umfangreiche Ausstellung.
Das Interesse von ausländischen Kunstliebhabern in den achtziger Jahren waren die Ursache für die Probleme von Roman Śledź. Die häufigen Kontakte mit den Ausländern führten dazu, dass das Ordnungsamt Roman Śledź und seine künstlerischen Tätigkeiten aufmerksam betrachtete. Die Beamten verstanden die Popularität des Künstlers nicht; so musste Roman Śledź oftmals im Ordnungsamt erscheinen. Während vieler Verhöre erklärte der Künstler jeweils, dass seine Teilnahme an den ausländischen Ausstellungen oder Schnitzen für die deutschen Kunstsammler keine Bedrohung für die öffentliche Sicherheit darstelle.
Die katholische Sankt-Bonifatius-Kirche in Gelsenkirchen (Pfarrer Heribert Warncke) und die evangelische Christus-Kirche in Sande-Cäcilliengroden (Pfarrer Frank Klimmeck) wurden von 1982 bis 1994 mit zahlreichen Skulpturen zur biblischen Geschichte von Roman Sledz ausgestattet.
Weitere evangelische Kirchen im Oldenburger Raum erhielten Krippen und Kirchenpatrone.
Eine größere Kollektion verschiedener privater Sammler wurde in das Westfälische Museum für religiöse Kultur (RELiGIO) in Telgte zusammengetragen.
Kurator dieser Sammlungen: Frank Klimmeck Pfr. i. R. Kultur&Kunst Moderation.
Zum 70. Geburtstag des Künstlers wurde 2018 und 2019 in einer Retrospektive das 50-jährige Schaffen für Deutschland in einer Wanderausstellung in Deutschland und Polen gewürdigt.
Zugleich erschien ein Mosaik in Wort und Bild mit dem Titel „ecce homo“, zweisprachig mit Essays, Meditationen und biblischen Texten zu den Skulpturen unter dem Leitwort:
„Passion in Melancholie und Freude“.
1980 wurde Roman Śledź in den Verein der Volkskünstler aufgenommen, und 1983 wurde er in die Liste der Volkskünstler im Verein „Cepelia“ eingetragen.
Die Hauptbelobigungen, die Roman Śledź erhielt, waren der Bruder-Albert-Preis für religiöses Schaffen (1979) und der Oskar-Kolberg-Preis, der ihm für herausragende Verdienste um die Volkskultur zuerkannt wurde (2002).
Der Künstler wohnt weiter in Malinówka. Er schnitzt hauptsächlich biblischen Szenen.

## Kinematografie
- „Zapraszenie do wnętrza“ Andrzej Wajda (1976)
- „Sztuka spod strzechy“ Andrzej Różycki (1998)